# The The
«The The» — англійський постпанк гурт з Лондону, створений 1979 р. Єдиним постійним учасником гурту є вокаліст і гітарист Метт Джонсон.

## Історія
Намагаючись створити власний гурт, 1978 року Метт Джонсон записав сольний демо-альбом «See Without Being Seen», який він продавав на різних андеграундних концертах. 1979 р. Джонсон разом з Коліном Ллойд-Таккером записав свій перший альбом «Spirits», що досі залишається невиданим.
The The дебютували в лондонському Africa Centre 11 травня 1979 р. Тоді гурт складався з Джонсона на вокалі, електропіаніно та гітарі та Кіта Лоуса на синтезаторі. Саме Кіт запропонував назву «The The».
1980 року ударником гурту став Пітер Ешворт, а басистом Том Джонстон, але на студійних записах на всіх інструментах грали Джонсон і Лоус. Джонстон та Ешворт незабаром кинули «The The» і гурт продовжив виступати як дует разом з Wire, Cabaret Voltaire, D.A.F., This Heat, The Birthday Party та Scritti Politti.
1981 року Лоуз також покинув гурт, і він фактично перетворився на сольний проєкт Метта Джонсона з сесійними музикантами.

## Дискографія
- 1983 «Soul Mining»
- 1986 «Infected»
- 1989 «Mind Bomb»
- 1993 «Dusk»
- 1995 «Hanky Panky»
- 2000 «NakedSelf»
- 2010 «Tony»
- 2012 «Moonbug»
- 2015 «Hyena»
- 2020 «Muscle»[2]